# Konie Diomedesa
Konie Diomedesa (gr. Ἵπποι τοῦ Διομήδους Híppoi toû Diomḗdous, łac. Equi Diomedis) – w mitologii greckiej cztery konie (lub klacze) Diomedesa karmione ludzkim mięsem.
Nazywały się Dejnos (Dinus), Ksantos (Ksantus), Lampon, Podargos (Podargus). Schwytanie ich było jedną z dwunastu prac Heraklesa. Heros popłynął do Tracji na czele zastępu ochotników. Gdy przybył do Tirydy, przegonił koniuchów opiekujących się czwórką koni i popędził je ku okrętowi. Gdy zorientował się, że podąża za nimi pogoń, polecił Abderosowi opiekę nad stadem (konie pożarły przyjaciela Heraklesa), sam zaś stawił czoło Trakom. Podobno miał rzucić koniom na pożarcie ciało ogłuszonego Diomedesa i w ten sposób je uspokoić.
Eurysteusz kazał wypuścić konie na wolność w okolicach góry Olimp. Tam zostały pożarte przez wilki.